# 馬努斯島
馬努斯島（Manus Island）為巴布亞紐幾內亞馬努斯省的一部份，也是阿德默勒尔蒂群島中的最大島嶼。馬努斯島人口約33,000人。馬努斯島由茂密的叢林所覆蓋，其最高點超過海拔700公尺。馬努斯省省會洛倫高位於此島，有橋樑通往內格羅斯島。內格羅斯島以一位來自洛杉磯的美國黑人軍人（American Negro Soldiers）而得名，島上有莫莫特機場，為內格羅斯島與馬努斯島提供服務。美籍人類學家瑪格麗特·米德在戰前與戰後於馬努斯島上生活，並且撰寫了《新幾內亞人的成長》。

## 歷史
第二次世界大戰太平洋戰爭期間，1942年大日本帝國在此建立軍事基地。1944年美國以跳島戰術擊退日軍佔領此島後，建立席亞德勒港以支援英國太平洋艦隊的行動。1946年美軍重心從南太平洋轉移後，由澳大利亞海軍接管改建，1950年澳大利亞皇家海軍基地的HMAS Seeadler完工啟用，同年4月1日更名為 HMAS Tarangau，至1960年代再將海軍基地交給澳屬巴布亞紐幾內亞領地政府管理，1975年巴布亞紐幾內亞獨立後成為巴布亞新幾內亞國防軍基地-Lombrum。2018年，澳大利亞協助巴布亞新幾內亞政府擴建軍事基地，完工後澳大利亞與美國海軍將可使用基地設施，一同執行印太相關聯合演習與任務。

## 外部連結
- ManusIsland.com